# Zwójka siewkóweczka
Zwójka siewkóweczka, zwójka kiełkóweczka (Argyrotaenia ljungiana) – gatunek motyla z rodziny zwójkowatych.

## Opis
Motyl o rozpiętości 12–13 mm. Przednie skrzydła popielatoszare, na obrzeżach żółtawe, a w nasadzie brunatnoczerwone. Wierzchołek skrzydła i poprzeczna przepaska w części środkowej w brunatnoczerwone plamki. Druga para skrzydeł brunatnoszara, na wierzchołku jaśniejsza. Samiec ma narządy rozrodcze o stosunkowo długim i zagiętym edeagusie z licznymi cierniami w wezyce, niewielkiej i silnie pośrodku przewężonej zawieszkę, cienkim sakulusie, bardzo długim i na końcu zaokrąglonym unkusie, zredukowanych wyrostkach towarzyszących oraz szerokiej, wydłużonej i na szczycie zaokrąglonej walwie. Samicę charakteryzuje: delikatna sterygma z długimi bocznymi ramionami, dość krótki przewód torebki z delikatnym sklerytem w tylnej części wlotu do niego, duże i wydłużone znamię oraz słaba sklerotyzacja w przedniej części torebki. Wargi pokładełka są u niej stosunkowo szerokie.
Gąsienica długości do 8 mm, zielona, pokryta białymi brodawkami, głowa brunatnozielona, a tarczka karkowa brunatna.

## Biologia i ekologia
W Polsce występują dwa pokolenia. Pierwsze pokolenie roi się w początkach maja, drugie na przełomie czerwca i lipca.
Pierwsze pokolenie żeruje przede wszystkim na liściach różnych bylin, drugie pokolenie żeruje na wierzchołkowych igłach siewek. Przepoczwarczenie występuje pomiędzy splecionymi igłami. Zimują poczwarki.
Spotykana w przydomowych ogrodach i na szkółkach leśnych.

## Znaczenie gospodarcze
W leśnictwie powoduje znaczne obniżenie udatności. Zaatakowane siewki mają wykształcone już pączki, tracą najczęściej jednak wszystkie igły co znacznie osłabia roślinę i opóźnia jej wiosenny rozwój.